# Südliche Felsflur-Erdeule
Die Südliche Felsflur-Erdeule (Dichagyris (Dichagyris) candelisequa, Syn.: Ochropleura candelisequa) ist ein Schmetterling (Nachtfalter) aus der Familie der Eulenfalter (Noctuidae).

## Merkmale

### Falter
Die Flügelspannweite der Falter beträgt 42 bis 46 Millimeter. Die Vorderflügel haben eine aschgraue bis bräunlich graue Grundfarbe. Die Nierenmakel sind klein und nahezu kreisrund, die Ringmakel mittelgroß und oval. Alle Makel sind schwarz umrandet. Zapfenmakel fehlen. Ring- und Nierenmakel sind durch einen sehr dünnen schwarzen Strich verbunden. Eine lange, schwarze Wurzelstrieme hebt sich etwas deutlicher hervor. Die Hinterflügel schimmern seidig weiß.

### Raupe, Puppe
Erwachsene Raupen sind graubraun gefärbt, haben eine helle, dunkelbraun eingefasste Rückenlinie, dunkle Schräg- und gelbliche Seitenstreifen sowie schwarze Punktwarzen.
Die schlanke Puppe ist rotbraun und besitzt zwei kurze Dornen am stumpfen Kremaster.

## Geographische Verbreitung und Lebensraum
Die Südliche Felsflur-Erdeule kommt im mittleren und südlichen Europa lokal vor, außerdem in der Türkei, in Syrien, Armenien, Sibirien, Zentralasien, im Kaukasus, dem Iran und in Nordafrika. Sie bevorzugt bergiges, trockenes und felsiges Gelände bis in Höhen von etwa 2200 Metern. Die ssp. Dichagyris  candelisequa defasciata ist in einigen westdeutschen Gegenden, beispielsweise dem Rheingau zu finden.

## Lebensweise
Die Falter sind nachtaktiv, fliegen von Juni bis September und besuchen angelegte Köder sowie künstliche Lichtquellen. Die Raupen leben polyphag ab September an Gräsern und krautartigen Pflanzen. Sie überwintern und verpuppen sich mehrheitlich im Juni des folgenden Jahres.

## Gefährdung
In Deutschland kommt die Südliche Felsflur-Erdeule in einigen westlichen Bundesländern vor und wird auf der Roten Liste gefährdeter Arten in Kategorie 2 (stark gefährdet) geführt.